# Mulyajaya (Cimahi)
Mulyajaya is een bestuurslaag in het regentschap Kuningan van de provincie West-Java, Indonesië. Mulyajaya telt 1706 inwoners (volkstelling 2010).